# دوالکی
دوالکی (به ایتالیایی: Dualchi) یک کومونه در ایتالیا است که در استان نیورو واقع شده‌است.

## خصوصیات
دوالکی ۲۳٫۴ کیلومترمربع مساحت و ۶۸۹ نفر جمعیت دارد و ۳۲۱ متر بالاتر از سطح دریا واقع شده‌است.